# Вальтер Сергій Георгійович

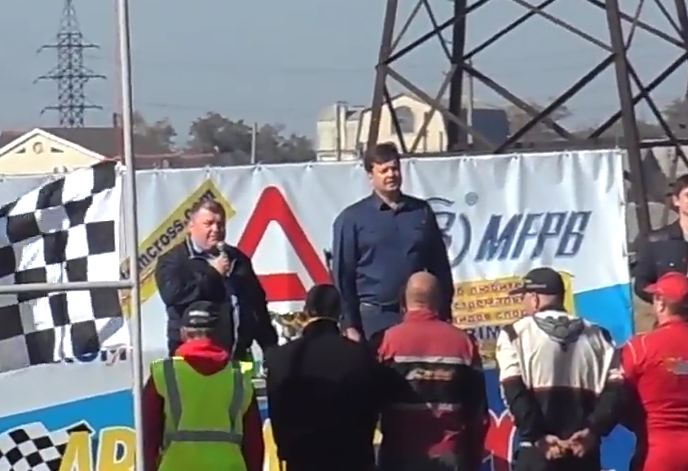

Сергій Георгійович Вальтер (нар. 21 січня 1958, Мелітополь, Запорізька область — пом. 25 лютого 2015, там само) — секретар Мелітопольської міськради (2002–2010), Міський голова Мелітополя (2010–2015). 25 лютого 2015 знайдений повішеним у своєму будинку.

## Біографія
У 1975 році закінчив мелітопольську середню школу № 11

, в 1976—1980 працював водієм на мелітопольському підприємстві «Сільгосптехніка», а в 1980—1981 старшим приймальником вагонів на станції Мелітополь. За іншою інформацією (опублікованій на його передвиборних листівках), в цей час Вальтер був на строковій службі в армії Передвиборна листівка Вальтера 2002 [Архівовано 7 квітня 2015 у Wayback Machine.], додаток до статті. Нарешті, існує офіційно не підтверджена версія, за якою в 1976—1979 роках Вальтер відбув 2 терміни тюремного ув'язнення в Бердянській колонії за розкрадання державного майна.
8 лютого 2013 рішенням суду Сергій Вальтер відсторонений від посади міського голови
.
25 лютого 2015 знайдений повішеним у своєму будинку.
Справу про смерть мелітопольського міського голови розслідується за статтею «умисне вбивство», при тому, що судмедексперти схиляються до версії про суїцид. За даними прес-центру УВС Запорізької області, інформація по цій справі внесена в ЕРДР за ч. 1 ст. 115 Кримінального кодексу України (Умисне вбивство).
Держобвинувач Денис Корх заявив, що після отримання наслідком висновку про смерть справу стосовно Сергія Вальтера буде закрито.
У п'ятницю 27 лютого городяни попрощалися з міським головою Сергієм Вальтером. Громадянська панахида пройшла в БК ім. Т. Шевченка.